# Integral de Fresnel

S(x) y C(x) El máximo de es 0,977451424. Si se utiliza πt²/2 en vez de t², entonces la imagen estaría escalada verticalmente y horizontalmente (ver comentario abajo).

Las integrales de Fresnel {\displaystyle S(x)} y {\displaystyle C(x)} son dos funciones trascendentales nombradas en honor a Augustin-Jean Fresnel y que son empleadas en campos que se basan en ecuaciones de ondas, como la óptica. Las mismas se originan al realizar el análisis de fenómenos de difracción de Fresnel en el campo próximo, y se definen según las siguientes expresiones integrales:
{\displaystyle S(x)=\int _{0}^{x}\operatorname {sen}(t^{2})\,dt\qquad C(x)=\int _{0}^{x}\cos(t^{2})\,dt}
Las gráficas simultáneas paramétricas de {\displaystyle S(x)} y {\displaystyle C(x)} es la espiral de Cornu, o clotoide.

## Definición

Integrales normalizadas de Fresnel, S(x) y C(x). En estas curvas, el argumento de la función trigonometrica es πt²/2, a diferencia de t² en el ejemplo previo.

Las integrales de Fresnel admiten las siguientes expansiones en serie de potencias que convergen para todo {\displaystyle x}:
{\displaystyle {\begin{aligned}S(x)&=\int _{0}^{x}\operatorname {sen}(t^{2})\,dt=\sum _{n=0}^{\infty }(-1)^{n}{\frac {x^{4n+3}}{(4n+3)(2n+1)!}}\\C(x)&=\int _{0}^{x}\cos(t^{2})\,dt=\sum _{n=0}^{\infty }(-1)^{n}{\frac {x^{4n+1}}{(4n+1)(2n)!}}\end{aligned}}}

### Definiciones alternativas
Algunos autores, incluidos Abramowitz y Stegun, (ec 7.3.1 – 7.3.2) utilizan {\displaystyle \pi t^{2}/2\,} como exponente de las integrales que definen a S(x) y C(x). Para obtener las mismas funciones se debe multiplicar la integral por {\displaystyle {\sqrt {2/\pi }}} y dividir el argumento x por el mismo factor.

## Espiral de Cornu

Espiral de Cornu (x,y)=(C(t), S(t)). La espiral converge al centro de los dos remolinos extremos de la imagen, a medida que t tiende a más infinito y menos infinito.

La espiral de Cornu, también conocida como clotoide, es la curva cuyas ecuaciones paramétricas vienen dadas por S(t) y C(t). La espiral de Cornu fue creada por Marie Alfred Cornu como un nomograma para los cálculos de difracción óptica. 
Puesto que:
{\displaystyle C'(t)^{2}+S'(t)^{2}=\sin ^{2}(t^{2})+\cos ^{2}(t^{2})=1}
en esta parametrización el vector tangente tiene longitud unidad y t es la longitud de arco medida a partir de (0,0) (e incluyendo signo), de lo que se deduce que la curva tiene longitud infinita.
Además la espiral de Cornu tiene la propiedad de su curvatura en cualquier punto es proporcional a la distancia a lo largo de la curva medida desde el origen. Esta propiedad hace que sea útil como curva de transición en el trazado de autopistas o ferrocarriles, puesto que un vehículo que siga dicha curva a velocidad constante tendrá una aceleración angular constante. Igualmente las secciones de esta espiral clotoide son usadas comúnmente en montañas rusas por lo que algunas vueltas completas se conocen como loops "clotoides".

## Propiedades
- {\displaystyle C(x)} y {\displaystyle S(x)} son funciones impares de x.

- Utilizando las expansiones en series de potencias indicadas previamente, se puede extender las integrales de Fresnel al dominio de los números complejos, obteniendo de esta manera funciones analíticas de una variable compleja. Las integrales de Fresnel se pueden expresar utilizando la función error mediante las siguientes expresiones:

{\displaystyle S(x)={\frac {\sqrt {\pi }}{4}}\left({\sqrt {i}}\,\operatorname {erf} ({\sqrt {i}}\,x)+{\sqrt {-i}}\,\operatorname {erf} ({\sqrt {-i}}\,x)\right)}
{\displaystyle C(x)={\frac {\sqrt {\pi }}{4}}\left({\sqrt {-i}}\,\operatorname {erf} ({\sqrt {i}}\,x)+{\sqrt {i}}\,\operatorname {erf} ({\sqrt {-i}}\,x)\right)}
- Excepto en casos especiales no es posible evaluar a las integrales que definen  C(x) y S(x) en forma cerrada. Los límites de estas funciones cuando x tiende a infinito son:

{\displaystyle \int _{0}^{\infty }\cos t^{2}\,dt=\int _{0}^{\infty }\sin t^{2}\,dt={\frac {\sqrt {2\pi }}{4}}={\sqrt {\frac {\pi }{8}}}}

## Valores particulares
- {\displaystyle S(0)=C(0)=0\,}
- {\displaystyle S(\infty )=C(\infty )={\frac {\sqrt {2\pi }}{4}}={\sqrt {\frac {\pi }{8}}}}